# Heringcápa-alakúak

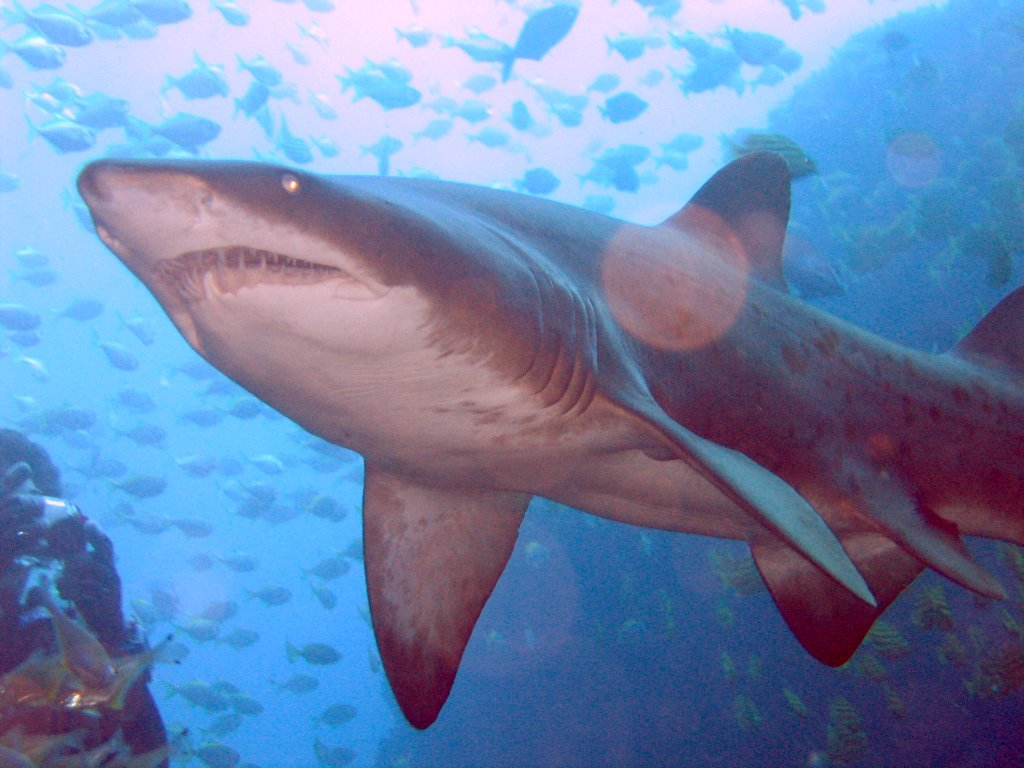
Homoki tigriscápa (Carcharias taurus)

A heringcápa-alakúak (Lamniformes) a porcos halak (Chondrichthyes) osztályának egy rendje. 7  család és 16 faj tartozik a rendbe.

## Rendszerezés
A rendbe az alábbi 7 család tartozik:
- rókacápafélék (Alopiidae)
- óriáscápafélék (Cetorhinidae)
- heringcápafélék (Lamnidae)
- óriásszájúcápa-félék (Megachasmidae)  (Taylor, Compagno & Struhsaker, 1983)
- Pseudocarchariidae  (Compagno, 1973)
- szellemcápafélék (Mitsukurinidae)  (Jordan, 1898)
- tigriscápafélék (Odontaspididae)